# Giovanni Cecchetti
Giovanni Cecchetti (* 1922 in Italien; † 5. Dezember 1998 in Los Angeles) war ein US-amerikanischer Autor, Romanist und Italianist italienischer Herkunft.

## Leben und Werk
Cecchetti studierte an der Universität Florenz. Er ging in die Vereinigten Staaten und lehrte ab 1948 Italienisch an der University of California at Berkeley, dann an der Tulane University in New Orleans, an der Stanford University und schließlich ab 1969  als Professor für Italienisch an der University of California at Los Angeles (UCLA).

1978 erhielt Cecchetti die Medaglia d’oro al merito civile der Italienischen Regierung. An der UCLA wurde ein Preis nach ihm benannt.

## Werke